# San Anton-palota
A San Anton-palota és az azt övező kertek (máltai nyelven: Il Palazz u l' Gnien ta' Sant'Anton, a helyi angol nyelvhasználatban San Anton Palace) a máltai lovagrend nagymestereinek nyári palotájából lett a máltai köztársasági elnök rezidenciájává és egyben a szigetország fontos turisztikai látványosságává.

## Története
A palotát 1623 és 1636 között a provanszál nyelv csoportjához (Langue de Provence) tartozó francia lovag, Antoine de Paule, a lovagrend akkori nagymestere építtette nyári rezidencia gyanánt. Valószínűleg egy korábbi saját villája állt ezen a helyen. A nagymesterek így a nyár folyamán közelebb lehettek a fővároshoz, Vallettához mint korábban a Verdala-palotában.
A nagy méretű palota helyet biztosított a korabeli viszonyokhoz illő nagy személyzethez, akik között a szakácsokon és ételkóstolókon kívül például fáklyavivők, parókakészítők, az órák felhúzói, sőt a vadászkutyák számára fekete kenyeret sütő pék is szerepelt. A nagymester a saját védőszentje, Páduai Szent Antal nevét adta a birtoknak.
A sziget francia megszállása (1798–1800) során a palota a britek által támogatott máltai felkelők találkozóhelye lett. 1800. szeptember 4-én ebben az épületben írták alá a helyi francia erők kapitulációját. Az ezt követő brit uralom alatt e palota volt a brit kormányzók rezidenciája. Itt született 1876. november 25-én Viktória brit királynő egyik unokája, Viktória Melitta hercegnő.
Málta 1974-es függetlenné válása óta itt van a köztársasági elnök hivatalos rezidenciája. Itt fogadják és szállásolják el a látogatásra érkező külföldi államfőket. II. Erzsébet brit királynő többször megszállt itt, 1954-ben és 1967-ben még mint Málta uralkodója, 2005-ben pedig már mint külföldi államfő.
Az eredeti épületet a későbbi nagymesterek, különösen António Manuel de Vilhena és Emmanuel de Rohan-Polduc, majd a brit kormányzók idején többször alakították, kiegészítették. De Vilhena például egy kápolnát építtetett, a brit kormányzók pedig a fedett verandát adták hozzá az épülethez.
A palotát több nagy kert veszi körül. Ezek egy része eredetileg a palota konyhájának szükségleteit szolgálta, valamint főleg narancsültetvények voltak benne. Korán elkezdték azonban gyűjteni az egzotikus növényeket is. A kertek egy részét 1882-ben megnyitották a látogatók előtt. A gondosan kialakított park sok díszítő elemet és változatos növényállományt tartalmaz a világ számos részéről. Néhány különleges példányt a szigetországot meglátogató államfők ültettek ide. Néhány fa több száz éves és jelentős növénytani értéket képvisel.
A palotát és az azt körülvevő kerteket a máltai kormány 2009-ben első osztályú nemzeti emlékhellyé nyilvánította. A parkban időről időre nagy rendezvényeket is tartanak, mint az éves máltai kertészeti kiállítás, valamint szabadtéri színházi előadások, koncertek.

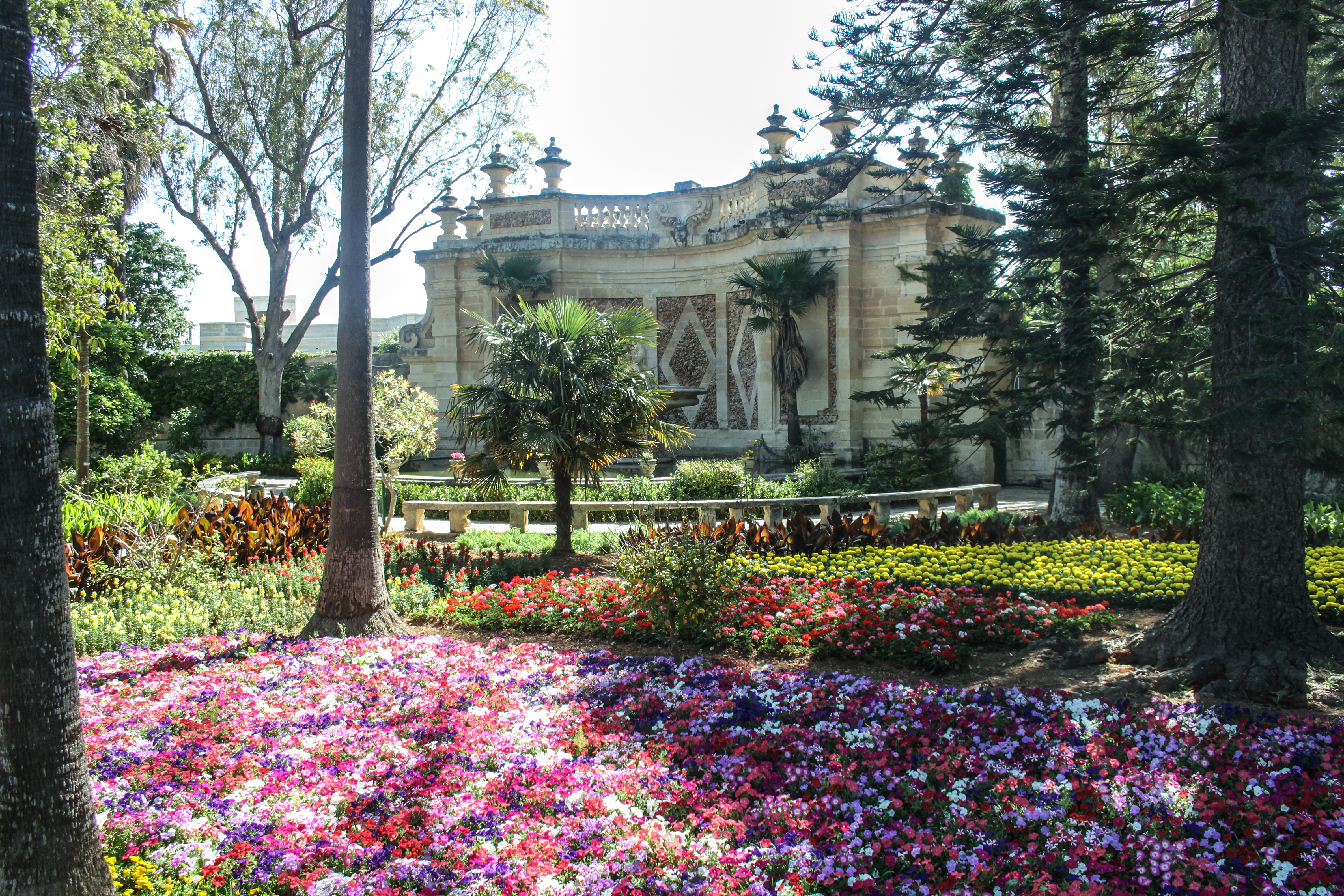
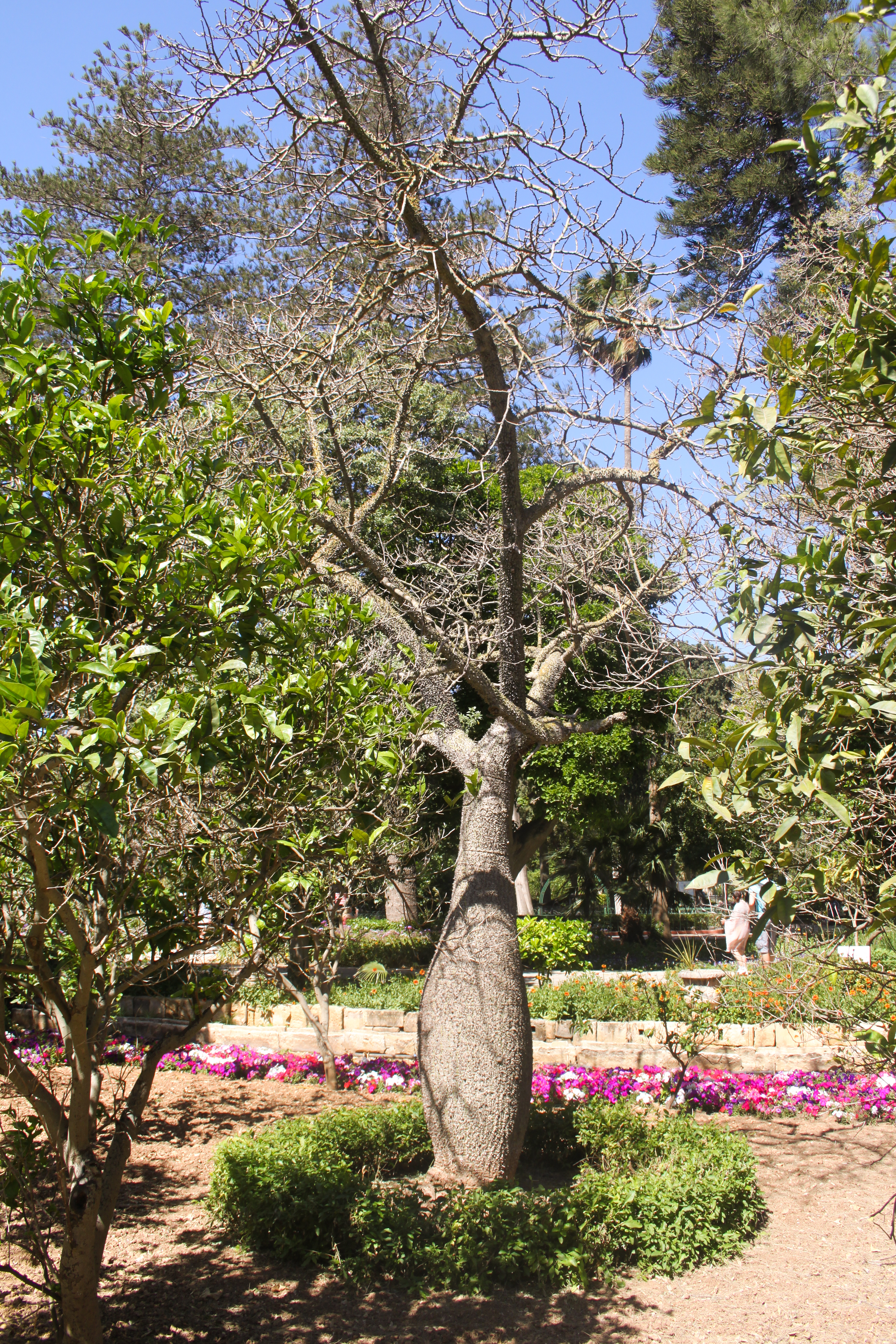
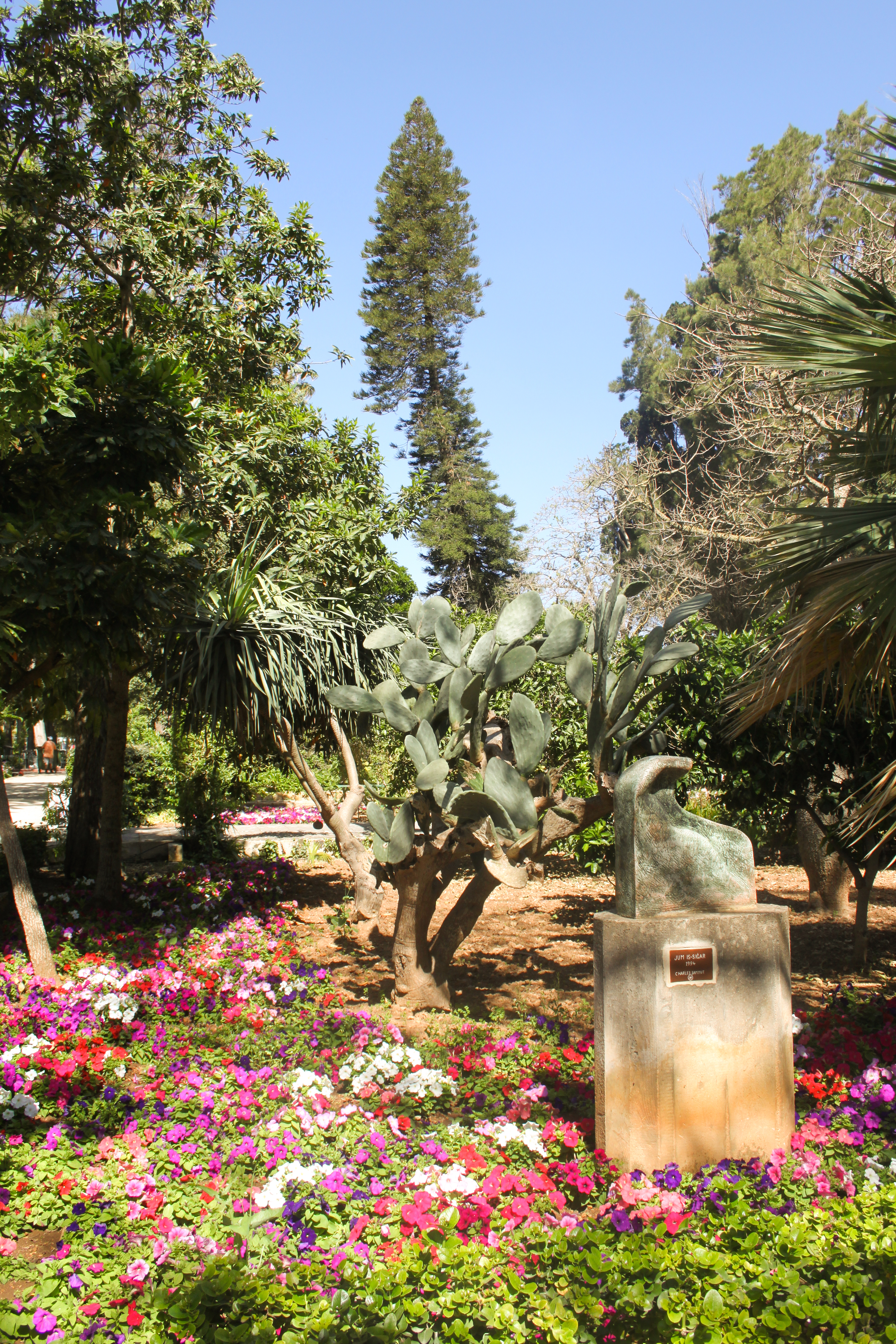
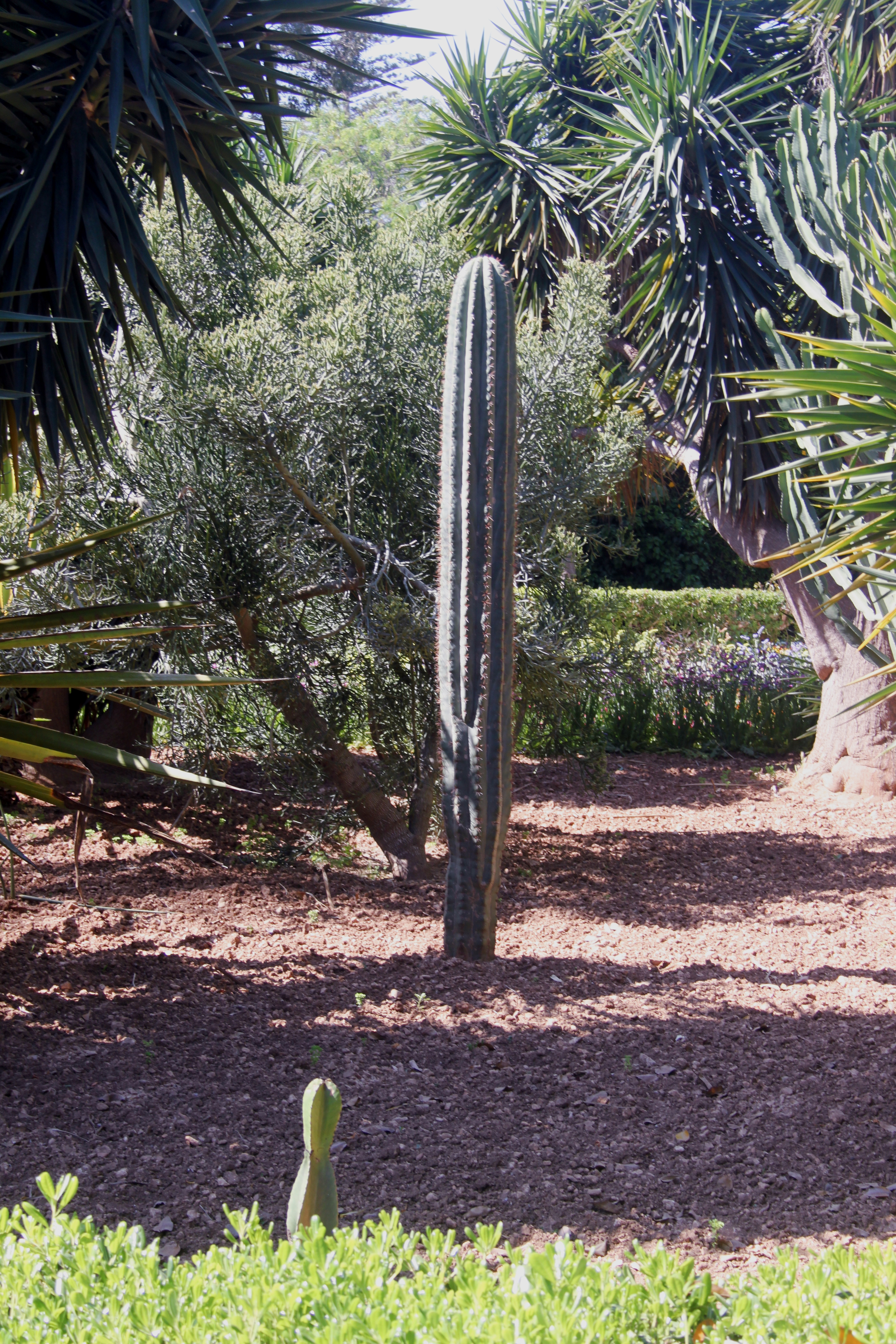
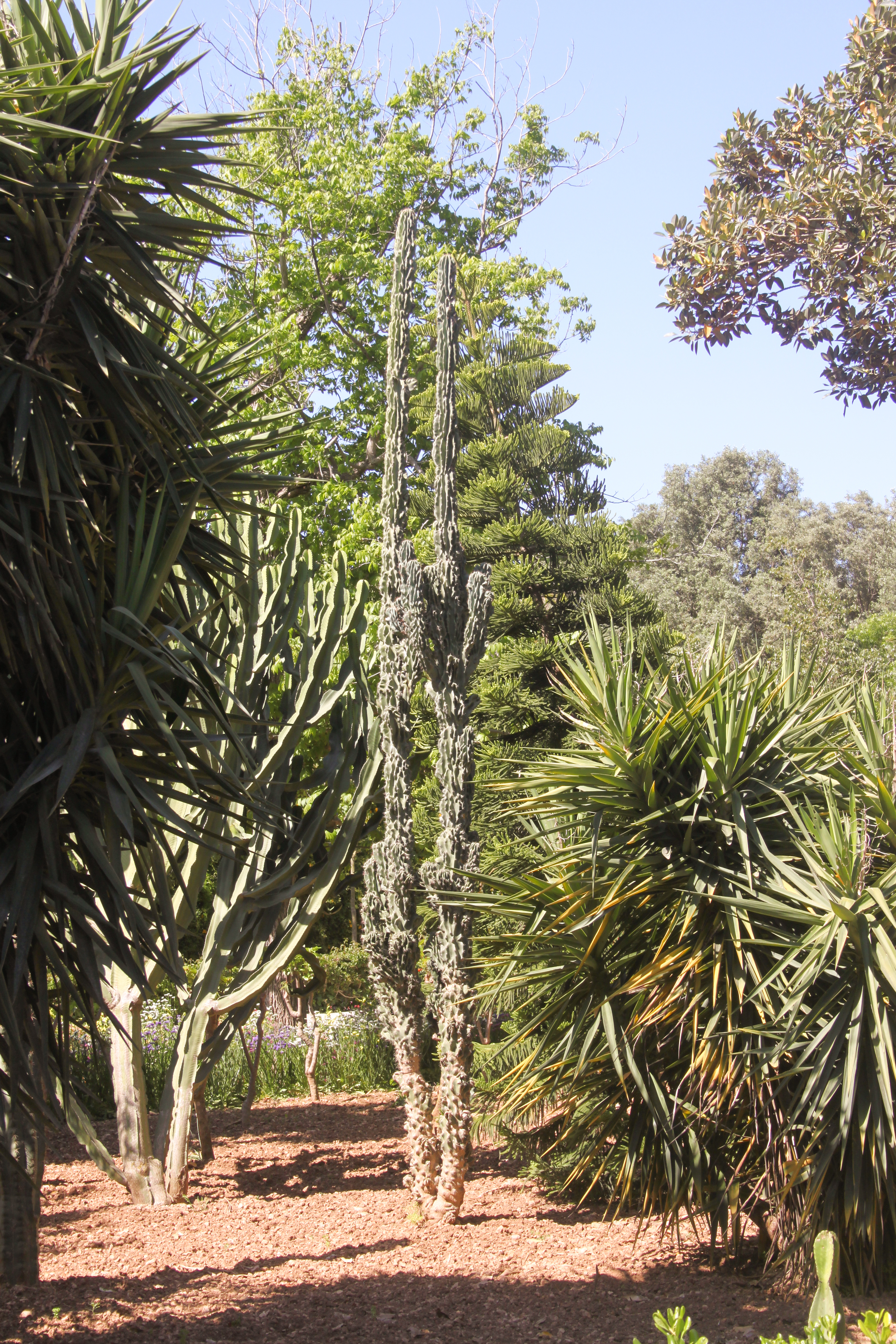
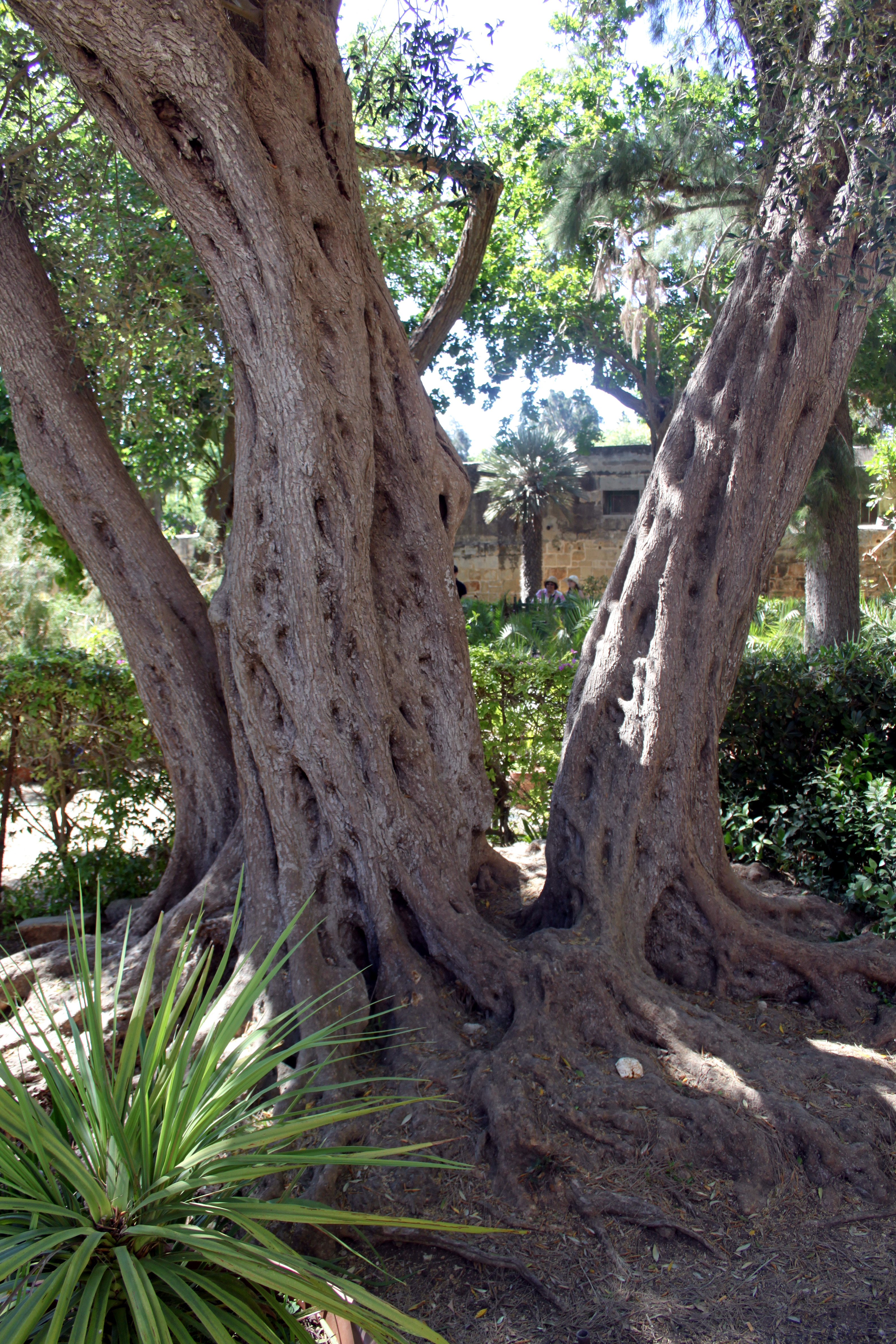
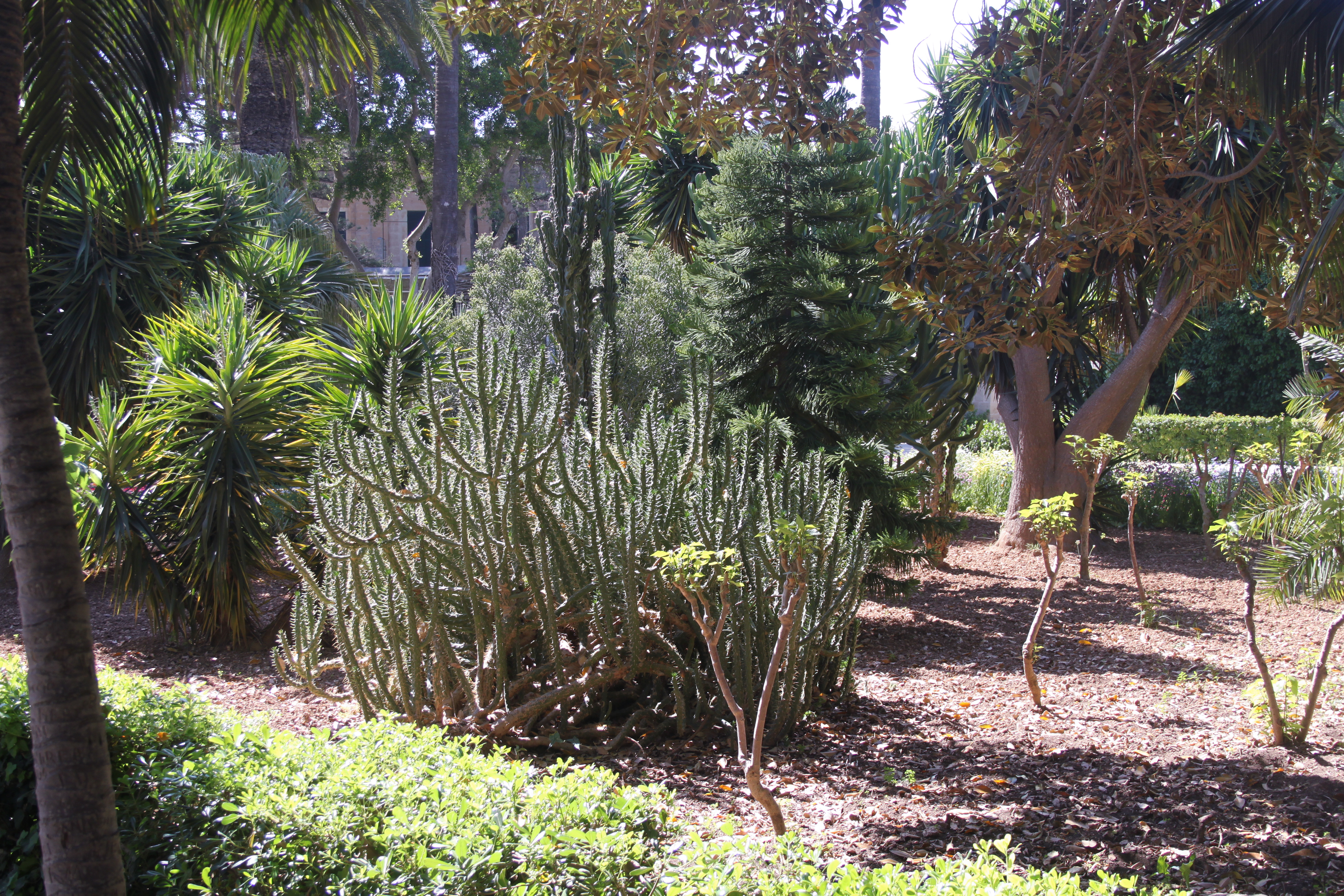